# Snart 17 (album)
Snart 17 är ett album med Anne Grete Preus, utgivet som LP 1984 av skivbolaget Transmission. Albumet innehåller film-musik till filmen Snart 17. Bandet Can Can, där Preus var medlem, spelar på albumet.

## Låtlista
Sida 1
1. "Sultne hjerter" – 3:36
2. "Dancing with Me" – 3:02
3. "Don't Hide" – 3:32
4. "Mariannes tema" – 1:15

Sida 2
1. "Running Away" – 3:15
2. "On My Way" – 2:00
3. "Black Lightbulbs" – 3:06
4. "Natt-tema – 0:54

- Alla låtar skrivna av Anne Grete Preus.

## Medverkande
Musiker
- Anne Grete Preus – sång, gitarr, keyboard
- Jørn Christensen – akustisk gitarr, elektrisk gitarr
- Erik Østby – elektrisk gitarr
- Per Vestaby – basgitarr
- Øyvind Hansen – trummor
- Sigurd Køhn – saxofon (på "Natt-tema")
- Nina Askeland – sång (på "Don't Hide", "Running Away")
- Sidsel Endresen – sång (på "Sultne hjerter")

Produktion
- Anne Grete Preus – musikproducent
- Bjørn Lillehagen – ljudtekniker
- Ingar Helgesen – ljudtekniker
- PD (Peter Dahl) – mastering